# Canalicephalus luteoscapus
Canalicephalus luteoscapus är en stekelart som beskrevs av Van Achterberg 2002. Canalicephalus luteoscapus ingår i släktet Canalicephalus och familjen bracksteklar. Inga underarter finns listade.